# Farßmann oder Zu Fuß in die Sackgasse
Farßmann oder Zu Fuß in die Sackgasse ist ein Spielfilm der DEFA von Roland Oehme aus dem Jahr 1991 nach mehreren Erzählungen von Hermann Kant.

## Handlung
Farßmann, er hat in diesem Film keinen Vornamen, ist ein geschiedener Mann, der in der Berliner Stargarder Straße 3a eine Wohnung bekommen hat und sich einrichten will. Im gegenüberliegenden Haus befindet sich die Bäckerei Schwint, die jeden Tag frische Schrippen anbietet. Deshalb ist auch immer eine Schlange vor dem Geschäft. Auch Farßmann will dort seine Schrippen kaufen und wird auch gleich von Frau Lörke, einer Hausbewohnerin, ausgehorcht. Auf die Frage, was er denn beruflich mache, antwortet er Buchhalter. Die ältere Dame versteht aber Buchhändler und erzählt dieses auch allen Leuten. Der Bäckermeister Schwint, der eifersüchtig auf seine im Geschäft stehende Frau achtet, richtet sich auch gleich an den vermeintlichen Buchhändler. Wenn dieser ihm das chinesische Erotikbuch Tsching Pin Mek besorgen könnte, würde er nicht mehr anstehen brauchen, und sein Beutel mit den frischen Schrippen würde jeden Morgen auf dem Hof am dritten Haken hängen. Seine junge Kollegin hat das Buch zwar, aber zur Zeit verborgt. Als sie es wiederbekommt, stellt Farßmann fest, dass es in chinesischer Sprache geschrieben ist, und will es nicht. Was wiederum seine Kollegin verwundert, denn eigentlich kommt es ja nur auf die Bilder an. Da der Bäckermeister unruhig wird, muss Farßmann seine Aktivitäten verstärken. Sein Vetter kann ihm das Buch besorgen, möchte aber als Gegenleistung zwei Karten für den Tierparkball. Der Bevollmächtigte für die Ballkarten ist aber nur bereit, welche abzugeben, wenn er dafür einen schnellen Termin auf dem Standesamt für seinen Sohn bekommt. Die Standesbeamtin, die er trifft, will diesen aber nur gegen die Installation eines Telefons herausgeben. Als Farßmann bei dem Verantwortlichen für die Telefonfreigabe mit seinem Schrippenbeutel eintrifft und dieser die frischen Backwaren riecht und in sie hineinbeißt, bekommt er die Zusage für das Telefon, aber nur für die Abgabe des dritten Hakens bei Bäckermeister Schwint. Nun steht Farßmann wieder jeden Morgen in der Schlange vor dem Laden, um seine Brötchen zu bekommen.
Um diese Geschichte herum sind weitere eingebaut worden. So lernt Farßmann die Apothekerin Lena Simoneit kennen, die ihm als Versicherungsvertreterin im Nebenberuf eine Hausratsversicherung für seine Wohnung verkaufen will. Zwischen den beiden scheint sich eine Beziehung anzubahnen. Lena hat als Erbe von ihrem geschiedenen Ehemann einen großen Leguan übernommen. Damit kommt Farßmann überhaupt nicht klar. Erst als die Echse stirbt und in der Ölheizung der Apotheke feuerbestattet wird, scheint sich das Problem zu klären.
Auch in eine geheime Sache wird er verwickelt. Ein amerikanischer Milliardär aus dem Staat Utah will der DDR eine Millionenschenkung übergeben. Deshalb soll Farßmann in die USA reisen und die entsprechenden Absprachen führen. Dafür wird er von dem Rechtsanwalt Dr. Falke und seiner Mitarbeiterin Doreen Wegmann betreut, die alles für ihn vorbereiten. Nur den Pass muss er selbst bei der Polizei abholen. Obwohl das ein offizieller Auftrag des Staates ist, gibt es zwei Mitarbeiter der Staatssicherheit, die das nicht wissen und ihn ständig beobachten, weil ihnen alles verdächtig vorkommt.
Als soeben neu ernannter Hauptbuchhalter des VEB Ordunetz, was die Abkürzung für Orden und Ehrenzeichen ist, bekommt Farßmann die Aufgabe, sich mit der Vergangenheit des Betriebes zu beschäftigen. Dabei bekommt er heraus, dass vor vielen Jahren ein Reiterdenkmal aus Bronze auf dem Betriebsgelände verschwunden ist. Ein ehemaliger leitender Angestellter hat die Bronze nicht in Ehrenzeichen umarbeiten lassen, in der Hoffnung, dass es wieder einmal aufgestellt werden würde. Farßmann fand das Denkmal als Teil eines Teiches auf dem Betriebshof. Er, der nie etwas Besonderes sein wollte, am liebsten noch nicht einmal Hauptbuchhalter, durfte nun bei der Wiedereinweihung im Kreise der „Höchsten Vertreter des Höchsten Bereiches“ stehen.

## Produktion
Die Erzählungen Der dritte Nagel, Bronzezeit, Die Sache Osbar, Das Wesen des L. und Plexa von Hermann Kant waren für das Szenarium von Rudi Strahl die Grundlage.
Der Film hatte den Arbeitstitel Vor-Zeiten und wurde vom 29. August bis zum 2. November 1990 gedreht. Die Außenaufnahmen fanden zum Teil in der Stargarder Straße (Berlin-Prenzlauer Berg) und im alten Gaswerk Potsdam statt.
Farßmann oder Zu Fuß in die Sackgasse wurde vom DEFA-Studio für Spielfilme (Künstlerische Arbeitsgruppe „Babelsberg“) in Farbe gedreht und hatte am 5. September 1991 im Berliner Haus am Köllnischen Park Premiere.

## Kritik
Günter Sobe meinte in der Berliner Zeitung, dass die DEFA mit solchen Möchtegernheiterkeiten selbst in die Sackgasse geraten sei. Die Späßchen und Geschichtchen würden, was die Dramaturgie betrifft, nicht ein bisschen in die Reihe oder etwa unter einen Hut gebracht.
Das Lexikon des internationalen Films schrieb, dass dies ein in der Umbruchphase in der DDR entstandener verkrampfter Komödienversuch sei, der den Eindruck erwecke, es solle das Hohelied miefiger Angepasstheit angestimmt werden.

## Auszeichnungen
- 1991: Filmbewertungsstelle Wiesbaden: Prädikat Wertvoll